# 1re division de porte-avions
Pour les articles homonymes, voir 1re division.
La 1re division de porte-avions (第一航空戦隊, Dai Ichi Kōkū sentai) est une unité aéronavale de la 1re flotte aérienne de la Marine impériale japonaise. Au début de la guerre du Pacifique, elle est composée des porte-avions Akagi et Kaga, et participe à l'attaque de Pearl Harbor et au raid sur Ceylan. Les deux porte-avions sont coulés durant la bataille de Midway en juin 1942 et sont remplacés par les Shōkaku, Zuikaku et Zuihō.